# قلاع الضبع

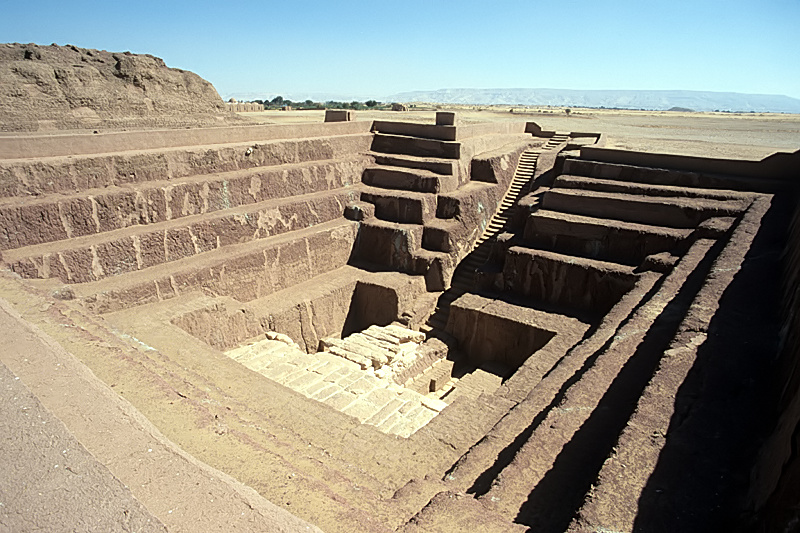
مصطبة خينتيكا في قلاع الضبع، واحة الداخلة، الصحراء الغربية بمصر

قلاع الضبع هي مقبرة مدينة بلاط المصرية القديمة تقع في واحة الداخلة بمحافظة الوادي الجديد. يعود تاريخ المصاطب الخمسة (هياكل من الطوب اللبن فوق المقابر التي كانت أساس الأهرامات المصرية اللاحقة)، والتي يبلغ ارتفاع أكبرها أكثر من 10 أمتار، إلى الأسرة المصرية السادسة. تم تدمير أربعة منها، ولكن تم ترميم واحدة وهي مفتوحة للجمهور. تقع المقبرة على بعد 3.5 كم على طول الطريق، بعد عين الأصيل.

## اكتشاف
اكتشف موقع قلاع الضبع عالم الآثار المصري أحمد فخري عام 1970 بواسطة المعهد الفرنسي للاثار الشرقية.

## وصف
كانت المدافن غنية بالمعدات الجنائزية. استخدم الأثرياء توابيت خشبية وسيراميك، لكن تم العثور على مقابر أكثر تواضعًا في جنوب وشرق المصاطب. غالبًا ما كان يتم دفن هؤلاء الأشخاص الأكثر فقرًا في حفر بسيطة ويتم لفهم فقط في طبقات من الحصير أو الأكياس.
على جدران هذه المقابر مناظر توضح حياة المصري القديم في الزراعة واستئناسه للحيوانات، تضم المنطقة أيضًا مقابر رومانية، كما توجد بها مقبرة لأحد حكام المنطقة تتوجها مسلتان صغيرتان وسطر على بابها بالهيروغليفية المصرية أنه أقوى حكام الصحراء.

## المصاطب
تم بناء المقبرة بدرجات من الطوب اللبن ومكسوة بألواح من الحجر الجيري. أعلى مصطبة يبلغ ارتفاعها 10 أمتار (32 قدمًا) وقد تم تحديد ثلاثة من المصاطب لحكام المملكة المصرية القديمة في واحة الداخلة، مما يشير إلى أهمية الداخلة في ذلك الوقت. كانت للمقابر واجهات محاكة مثل واجهات أخرى في المملكة المصرية القديمة، وقد حددت لوحة جنائزية عند المدخل هوية شاغلها.
يحتوي حقل المصطبة على العديد من المقابر الأصغر من الدولة القديمة والفترة الانتقالية الأولى. إنها قبور بيضاوية بسيطة ذات درج نازل. تم العثور على قبور أخرى محفورة في الصخر ومغطاة بالطوب اللبن ولها أسقف مقببة.
في الأصل، كانت جميع المصاطب الخمسة مغطاة بالحجر الجيري الناعم، ويعتقد أن ثلاثة منهم ينتمون إلى حكام المملكة المصرية القديمة المهمين في واحة الداخلة.
كانت المصاطب، بما في ذلك الفناء، محاطة بسور كبير من الآجر. كان للمصطبتين واجهة مقسمة إلى كوات. كان بالداخل العديد من الأضرحة وغرف الدفن مع براميل من الطوب.
في الأسرة السادسة والفترة الانتقالية الأولى، تم وضع المزيد من المقابر حول مقابر المصطبة، واستخدمت المقبرة حتى الفترة الانتقالية الثانية ومرة أخرى في العصر الروماني. بعض القبور عبارة عن قبور بسيطة. تم حفر قبور أخرى في الصخر وتعلوها سقف مقبب من الطوب اللبن. حتى أن أكبر القبور كان بها فناء به مصطبة صغيرة من الطوب اللبن. تم دفن المتوفى في توابيت خشبية أو حصير وتلقى هدايا مثل أواني الكالسيت والمرايا النحاسية والأدوات.

### أقسام المصاطب
مصطبة 1 أ: مصطبة ديشيرو (قبل عهد بيبي الأول)
مصطبة 1 ب: مصطبة إيما بيبي.
مصطبة 2: مصطبة إيما بيبي الثاني (عهد بيبي الثاني)
مصطبة 3: مصطبة خينتيكا (عهد بيبي الثاني)
مصطبة 4: مصطبة خينتيكاو بيبي (الأسرة السادسة)
مصطبة 5: مصطبة ميدو نفر (عهد بيبي الأول)
تظهر مقابر المصطبة اختلافات مهمة في بنائها. النوع الأول يحتوي على بنية تحتية تحتوي على العديد من غرف الدفن لأفراد الأسرة والهياكل الفوقية المبنية على الحفريات الواسعة في الهواء الطلق. ومن الأمثلة على هذا النوع مصاطب إيما بيبي الأول (عهد بيبي الأول) وخينتيكا (عهد بيبي الثاني). أما النوع الثاني من البناء فقد احتوى على حجرة دفن واحدة وغرفة انتظار وغرف تخزين مبنية من الحجر والطوب. كان هذا هو النوع المفضل لـ إيما بيبي الثاني (عهد بيبي الثاني) وميدو نفر (عهد بيبي الثاني) وهما عمومًا هياكل أصغر.
يوجد داخل المقابر أحيانًا عدد من الغرف وغرف الانتظار وغرف الدفن ذات الأسقف المقببة البرميلية. كان أول ما تم التعرف عليه هو قبر الحاكم ميدو نفر الذي خدم في عهد بيبي الثاني والذي يحتوي على سلع جنائزية بما في ذلك المجوهرات الذهبية. في مصطبة خينتيكاو بيبي، تم العثور على أكثر من 100 وعاء فخاري في شظايا أسفل البناء الساقط في الغرف تحت الأرض.
ومن بين الحكام الآخرين الذين بنوا المصاطب في قلاع الضبع، خنتيكا، أيضًا من عهد بيبي الثاني الذي تم ترميم غرفه المطلية تحت الأرض، وإيما بيبي، التي يظهر قبرها لاحقًا تحسنًا في تقنيات البناء.
أحدث عملية إعادة بناء هي حجرة الدفن لفرد يُدعى بيتجو، والتي تحتوي على مشاهد مرسومة حية تصور المسؤول وعائلته، بالإضافة إلى جزء من سقف مطلي بالنجوم معلق أعلاه.

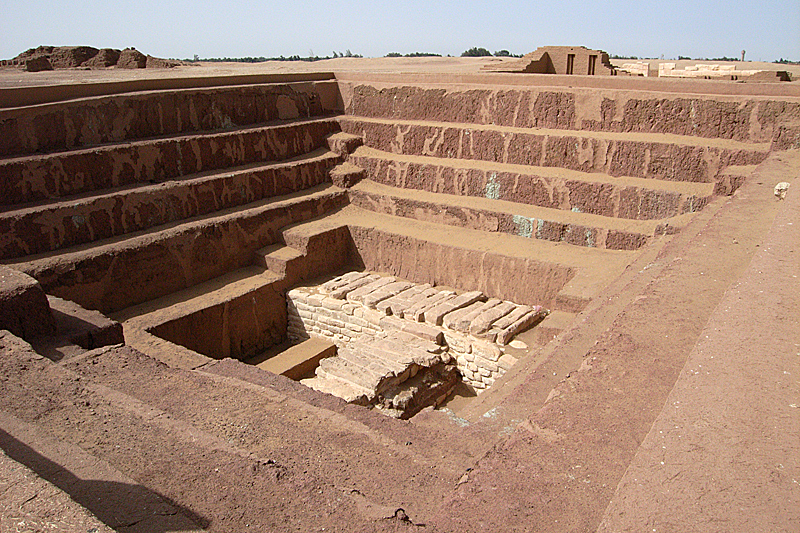
مصطبة خينتيكا
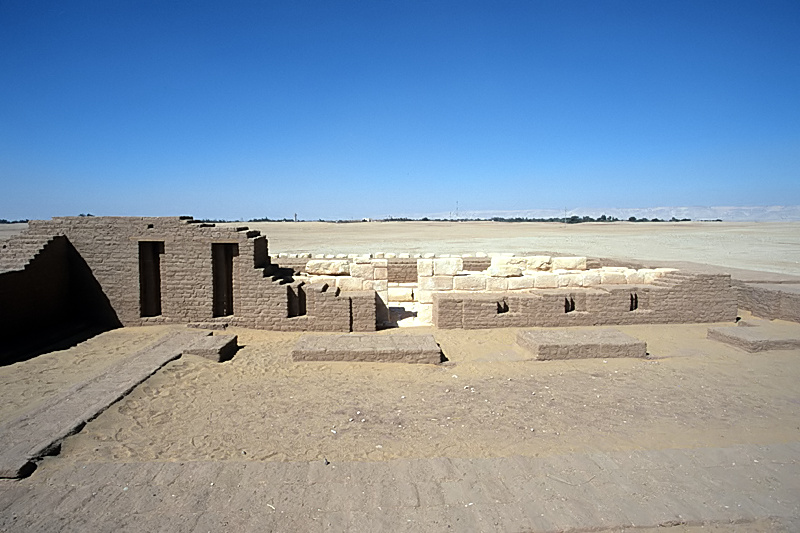
فناء مصطبة خينتيكا
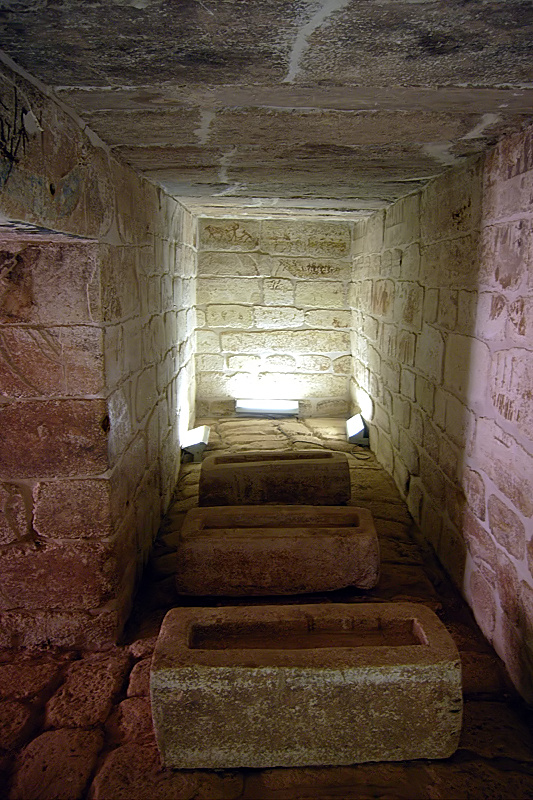
ضريح مصطبة خينتيكا
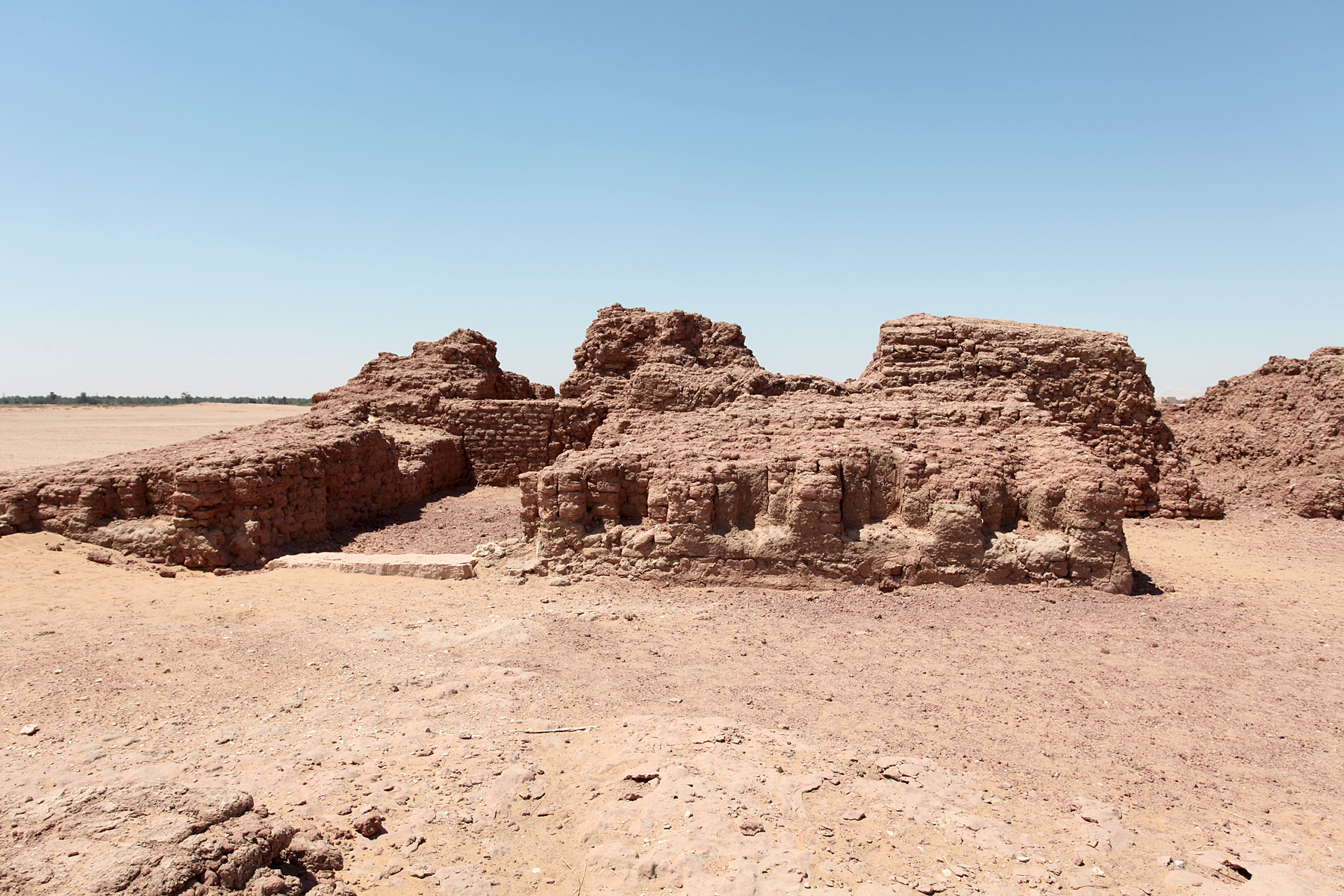
مصطبة إيما بيبي الثاني
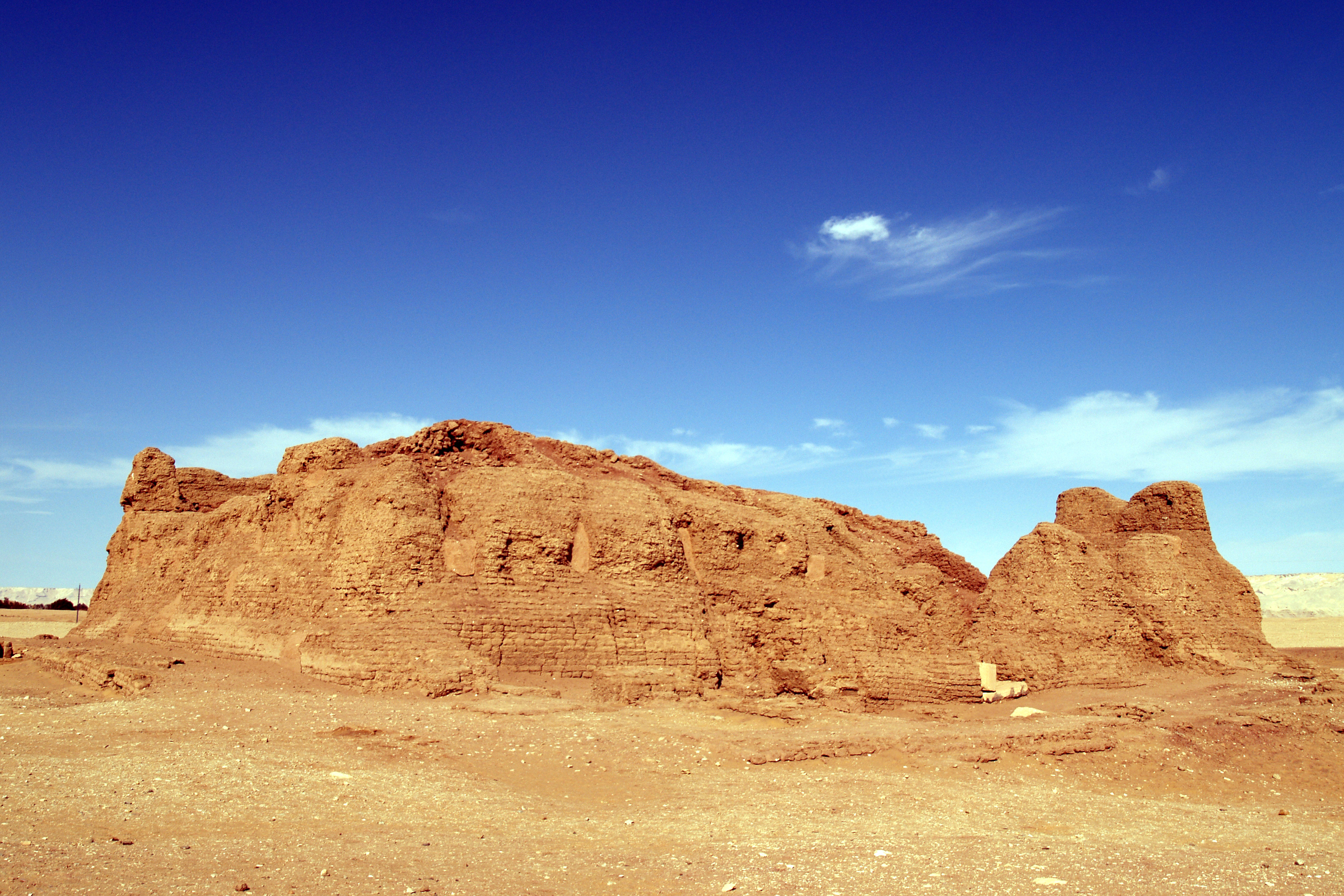
خينتيكاو بيبي
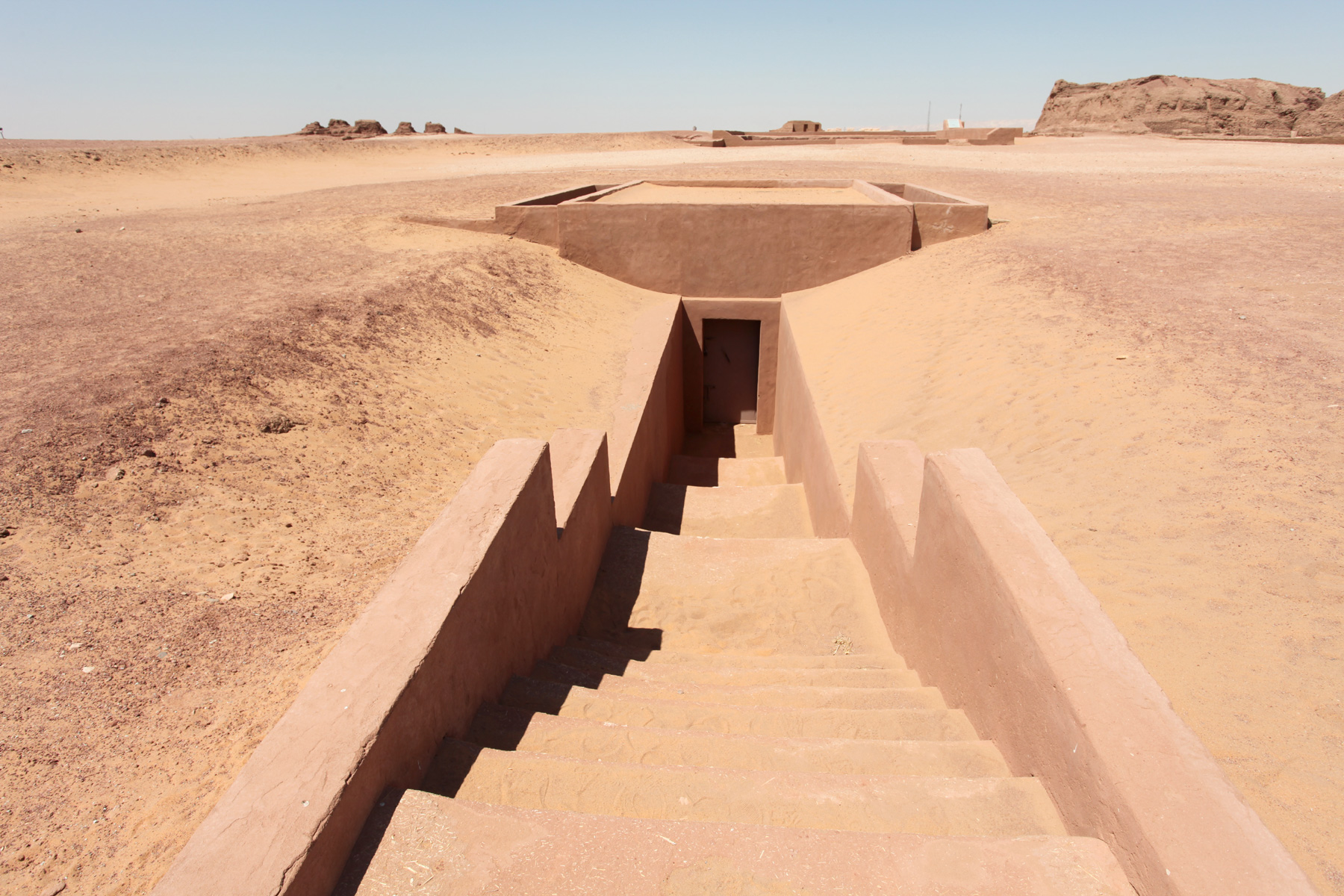
مدخل المبنى الجديد لمقبرة بيتجو